# Монастырь Святого Саркиса на горе Сурбсаркис
Монастырь Святого Саркиса (арм. Գագա Սուրբ Սարգիս վանք) — армянский монастырь на территории современного Азербайджана, находится в 500 метрах к востоку от современной армянской границы и в 4 км к западу от села Даш Салахли. Он расположен на вершине горы Сурбсаркис на высоте 922 метров над уровнем моря, и 420 метров выше подножия горы.

## История
Храм носит своё имя в честь Святого Саргиса — одного из проповедников христианства в Армении. Позже, Месроп Маштоц основал два храма в его честь, первый — монастырь Святого Саргиса в селе Уши, второй — ныне описываемый. Это события были зафиксированы армянским историком Киракосом Гандзакеци в своём многотомном труде «История Армении».
Эти события также были описаны грузинскими источниками.
Согласно летописи 1130 года:
Огромная орда всадников, состоящая из варваров различных племён, наводнила область и хотела разрушить храм, построенный в память святого Саргиса. Однако Господь не дал совершиться этому, поссорив варваров между собой.
Летопись 1163 года гласит:
Атабек Елтукуз, ворвавшись в район Гага с огромной армией, захотел поджечь монастырь, однако все воины Елтукуза были отравлены ядом змеи.
Историк Вардан Великий в рассказе о монгольских походах сообщает:
…знаменитая крепость Гаг с областью, построенная царем Гагиком, где находился славный, известный целому миру монастырь (св. Саргиса) с крестом и церковью, построенною и освященною св. вардапетом Месропом и переводчиком армянским, стоящею на вершине Гага и господствующею над широким и безграничным полем.
В 1230-х годах в монастыре поселился известный армянский историк Ованнес Тавушеци.
Монастырь Святого Саргиса был одним из центров паломничества в регионе. Его посещали на Пасху и по воскресеньям.
Согласно архивным документам и надписям на стене церкви монастыря, предпоследняя реставрация комплекса произведена в 1851 году армянином из Тифлиса Есаи Нуринянцом:
Как свидетельствуют архивные документы и некоторые надписи на стенах монастыря, в монастыре Святого Саргиса был осуществлён капитальный ремонт. После этого ага Саркис Варшамян также провёл реставрацию.
Сохранились любопытные сведения, согласно которым деньги на восстановление монастыря собирали 736 верующих и сумма составила 2210 рубля 23 копейки. А вот последнюю реставрацию провёл Арзуман Хачатурович Тер-Саркисянц из села Кот Казахского района.
В Азербайджане армянский монастырь, как и все остальные армянские монастыри Карабаха, считается «албанским» и называется монастырем Авей (азерб. Avey məbədi)(см. Приемы ревизионизма в азербайджанской историографии).

## Описание
Самые ранние надписи, сохранившиеся на стенах монастыря, датируются XIII веком, поздние — XIX-м. В 1986 году монастырь посетила группа, состоящая из историков и археологов, которые зафиксировали, что большая часть надписей была соскоблена, оставались только прерывистые начертания букв.
Архивные материалы свидетельствуют, что в 1886 году «на стенах монастыря были написаны другие надписи, которые мешают полностью прочесть информацию».